# Lothar Baumgarten
Pour les articles homonymes, voir Baumgarten.
 (mars 2018).

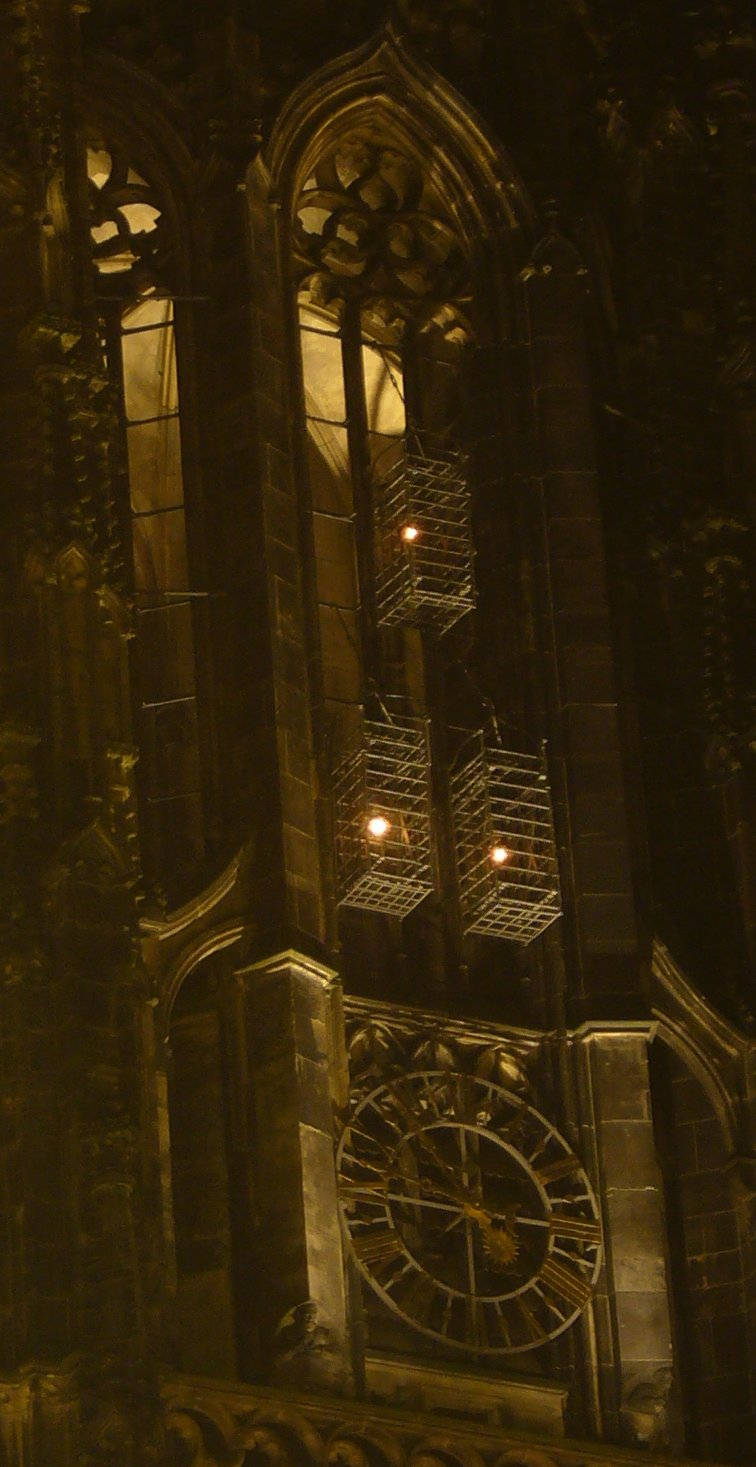
Drei Irrlichter, 1987, trois Täuferkörbe sur la tour de l'église saint Lambert de Münster.

Lothar Baumgarten, né le 5 octobre 1944 à Rheinsberg (Brandebourg) et mort le 2 décembre 2018 à Berlin, est un artiste, photographe et éclairagiste allemand. 

## Biographie

### Jeunesse et formation
Lothar Baumgarten a étudié les arts, à l'académie d'arts plastiques à Karlsruhe en 1968 et à l'académie d'art de la ville de Düsseldorf, de 1969 à 1971. Il fut l'élève de Joseph Beuys dont les idées anthroposophes marquent aussi son travail. Son travail artistique est marqué par les installations et les travaux artistiques en situation. Il vit à Düsseldorf. Il a créé le jardin de la fondation Cartier, boulevard Raspail à Paris. 

### Pratique artistique
Il participe à quelques expositions mémorables dans le monde de l'art, notamment les Documenta 5, 7, 9 et 10 ou encore au musée Guggenheim. Il obtient de nombreux prix dont le prix MFI d'Essen en 2003, le prix Lichtwark de la ville de Hambourg en 1997, le prestigieux Lion d'or, premier prix de la 41e Biennale de Venise en 1984, le prix de l'État de Rhénanie-du-Nord-Westphalie en 1976 et le prix de la ville de Düsseldorf en 1974.

#### Photographie
Lothar Baumgarten s'intéresse tôt à la photographie. Dans un entretien avec Jesùs Fuenmayor, intitulé « The political discourse of the time », il aborde ses premiers essais de photographie lorsqu'il était enfant en racontant une anecdote : Ne parvenant pas à exprimer une idée à son père, il lui explique que s'il pouvait lui montrer en image, ce serait plus simple. Son père lui offre donc son premier appareil photo. La mise en image et la réflexivité sont au cœur des projets artistiques de Lothar Baumgarten. 

#### Terrain et ethnographie
Lothar Baumgarten commence à s'intéresser aux écrits anthropologiques à travers Michael Oppitz, ethnologue allemand spécialisé dans le chamanisme népalais, directeur du musée ethnographique de Zurich. Après avoir adopté "l'œil anthropologique", il s'intéresse à la mise en exposition des objets dans les musées ethnographiques. 
Entre 1978 et 1980 Lothar Baumgarten a passé dix huit mois avec le peuple Yanomami dans la région d'Orinoco, au Venezuela. Ces derniers, après avoir supporté crise, pollution, abus gouvernementaux, déforestations, maltraitance de la part des grandes industries, ont été victimes d'un génocide sans précédent. L'exposition des œuvres de Lothar Baumgarten met en lumière les méditations sur les systèmes de croyances, les langues, la cartographie, la violence, l'histoire, la présence et la perte. On peut y voir les reproductions miniatures réalisées par l'artiste, des caravelles et des navires que Colomb a emmené jusqu'en Amérique du Sud, symbole de la genèse des destructions par les occidentaux, de ce continent. Sur les murs sont notés les noms de rivières en langues vernaculaires. Un chant aborde le règne d'Isabelle I de Castille, celle qui demande à Christophe Colomb de rapporter les richesses d'Amérique, entonné sur des rythmes de pluies des forêts tropicales ou de rituels Yanomami. 
Il tourne neuf heures de film, fait de nombreux enregistrements sonores et prend une quantité considérable de clichés lors de son quotidien partagé avec les Yanomamis, il n'y ajoute aucun commentaire, aucune information, il précise simplement « You are alone with the Yanomami, trying to make sense » (Vous êtes seuls avec les Yanomamis, essayant de comprendre). 
Il attend plus de treize ans avant de diffuser ou de montrer ses films. Il explique cela simplement par besoin et nécessité de distanciation. Pour lui, l'ouverture focale très large qu'apporte l'observation de terrain amène aussi un savoir préfabriqué à propos de ce contexte inconnu. Il est nécessaire de laisser le temps passer, poser son regard, sa réflexion, afin de ne pas « se perdre soi-même ». Il ne trouve ainsi pas pertinent d'exposer la société étudiée, rapidement après sa découverte, il faut continuer à la connaître et à appréhender son futur et son présent durant un certain temps donné. Lothar Baumgarten s’attache à rendre le regard indigène en miroir de l’occidental. Les lignes, les couleurs, les sons, les images, n’ont pas les mêmes valeurs, ni les mêmes significations, comme si l’amérindien voyait avec un filtre différent, ou que l’occidental ne savait pas utiliser d’autres filtres, comme si le cristallin de chacun avait une composition différente. C’est au sein de cette problématique du regard que Lothar Baumgarten compose des œuvres qui tentent de rendre cette vision que l’on ne connait pas, ou que l’on ne sait pas interpréter.

### Dernières années
Il décède le 2 décembre 2018 à Berlin,.

## Publications
- (en) Seven sounds, seven circles, 2009, édition Kunsthaus Bregenz, Bregenz.
- (en) Carbon, 1991, musée d'Art Contemporain, Los Angeles.